# 城厢镇 (来宾市)
城厢乡，是中华人民共和国广西壮族自治区来宾市兴宾区下辖的一个乡镇级行政单位。

## 行政区划
城厢乡下辖以下地区：
泗贯村、格兰村、马上村、城厢村、平安村、莆田村、林村、都满村、平洞村、福隆村、五香村和老虎弄林场生活区。